# Einstein Foundation Award
Einstein Foundation Award for Promoting Quality in Research ist die Bezeichnung für einen neu geschaffenen Wissenschaftspreis, den die Einstein-Stiftung Berlin 2021 erstmals vergeben hat. Damit sollen Forschende und Institutionen ausgezeichnet werden, die zur Verbesserung der Qualität von Forschung und Forschungsergebnissen beitragen. Der Preis ist mit 500.000 Euro dotiert und wurde erstmals am 24. November 2021 verliehen.
Die Auszeichnung wird in drei Kategorien vergeben: Einzelpersonen oder kleine kooperierende Forschergruppen (200.000 Euro), Institutionen (200.000 Euro) und Nachwuchsforschende (100.000 Euro).

## Jury
Die Jury ist international besetzt. Die Mitglieder sind auf drei Jahre gewählt.
- Marcia McNutt (Washington, Jurypräsidentin)
- Suzy Styles (Nanyang, Vize-Präsidentin)

- Batool Amarzouq (Liverpool)
- Alastair Buchan (Oxford)
- Anna Dreber (Innsbruck)
- Raghavendra Gadagkar (Bangalore)
- Gowri Gopalakrishna (Maastricht)
- Erika Kraemer-Mbula (Johannesburg)
- Julie Maxton (Oxford)
- Helena B. Nader (Sao Paulo)
- Prosper Ngabonziza (Louisiana)
- Joy Owango (Nairobi)
- Mai Har Sham (Hong Kong)
- Yuval Shany (Jerusalem)
- Jürgen Zöllner (Berlin)

## Preisträger

### 2021
In der Kategorie Einzelpersonen ist der amerikanische Physiker Paul Ginsparg ausgewählt worden. Ginsparg hat 1991 den ersten Preprint-Server für die Wissenschaft geschaffen und gab ihm den Namen ArXiv.org. Seit damals sind auf diesem Server fast 2 Millionen wissenschaftliche Mitteilungen kostenlos gespeichert worden, die von mehr als 4 Millionen registrierten Nutzern aus den Bereichen Physik, Mathematik und Informatik eingereicht wurden. Pro Stunde nutzen weltweit etwa 300.000 Personen diese wissenschaftliche Plattform ohne irgendwelche Kosten. Inzwischen gibt es davon mehrere Ableger, wie z. B. medRxiv für Arbeiten aus dem Bereich der Medizin. Die Jury für die Verleihung des Einstein Awards hat ihre Entscheidung für Ginsparg damit begründet, dass er entscheidend dazu beigetragen habe, den wissenschaftlichen Erkenntnisprozess transparenter und nachvollziehbarer zu machen.
In der Kategorie Institutionen erhielt Das Center for Open Science (COS) in Charlottesville, Virginia, USA den Preis zugesprochen. Das Zentrum verfolgt das Ziel, die Offenheit, Integrität und Reproduzierbarkeit der wissenschaftlichen Forschung weltweit zu verbessern.
In der Kategorie Nachwuchsforschende ging der Preis an das Projekt ManyBabies5. Unter diesem Namen planen Jessica Kosie und Martin Zettersten von der Princeton University in den USA eine große wissenschaftliche Gemeinschaftsstudie zur kindlichen Aufmerksamkeit. Daran beteiligen sich 200 Wissenschaftler und 122 Labore weltweit.

### 2022
Preisträger:
- Einzelperson: Gordon Guyatt, McMaster University in Hamilton, Kanada
- Institutionen: Psychological Science Accelerator
- Nachwuchsforschende: Elisa Bandini (Universität Tübingen) und Sofia Forss (Universität Zürich); Tom Hardwicke (University of Amsterdam), Fallon Mody (University of Melbourne), Robert Thibault und Stylianos Serghiou (beide Stanford University); Jessica Flake (McGill University) und Nicholas Coles (Stanford University); Nicholas DeVito (University of Oxford)

### 2023
Preisträger:
- Einzelperson: Yves Moreau, Katholieke Universiteit Leuven
- Institutionen: Berkeley Initiative for Transparency in the Social Sciences (BITSS)
- Nachwuchsforschende: Responsible Research Assessment unter der Leitung von Anne Gärtner, Technische Universität Dresden

### 2024
Preisträger:
- Einzelperson: Elisabeth Bik, Bik Science Integrity Consultants
- Institutionen: PubPeer, Brandon Stell, Founder of PubPeer
- Nachwuchsforschende: PixelQuality, Christopher Schmied, FMP Berlin und Helena Jambor, Chur University of Applied Sciences